# Waldenburgbjergene
Wałbrzyskie-bjergene eller Waldenburg-bjergene (polsk: Góry Wałbrzyskie; tysk: Waldenburger Bergland), nogle gange kaldet Wałbrzyskie højland, er en af de tre bjergkæder, der udgør den vestlige del af Centralsudeterne. De andre områder er Uglebjergene og Falkebjergene.

## Geografi
Wałbrzyskie-bjergene ligger næsten udelukkende i Polen, men flere sydlige højdedrag når ind i Tjekkiet. Området strækker sig mod vest og sydvest for byen Wałbrzych (Waldenburg) i Voivodskabet Nedre Schlesien. Ugle- og Falkebjergene mod sydøst danner en fortsættelse af Wałbrzyskie-højlandet. Vest for højlandet i de Vestsudeterne ligger de tilstødende områder af Kaczawskie-bjergene og Landeshutryggen.

### Opdeling af Wałbrzych-bjergene[1]
Wałbrzych-bjergene er inddelt i tre separate dele:
- Trójgarb og Krąglak -massivet
- Chełmiec-massivet
- Sorte Bjerge TrójgarbChełmiecBorowa